# Veer und Zaara – Die Legende einer Liebe
Veer und Zaara – Die Legende einer Liebe (Hindi, वीर-ज़ारा, Vīr-Zārā) ist ein Bollywood-Film, der in Indien und in Pakistan spielt und am 12. November 2004 in die Kinos kam. Sein englischer Untertitel A Love Legend (= eine Liebeslegende) verdeutlicht die Haupthandlung dieses Blockbusters.

## Handlung
Der Film erzählt die Geschichte von Veer Pratap Singh, Geschwaderführer der Indischen Luftwaffe (Lebensrettung), und der Pakistanerin Zaara Hayat Khan.
Die beiden lernen sich in Indien bei einem Rettungseinsatz kennen. Zaara ist nach Indien gereist, um die Asche ihrer geliebten Ziehmutter Bebe in Kiritpur (Lage bei Anandpur rund 25 Kilometer nördlich von Rupar am Fluss Satluj an der NH21), dem heiligen Ort der Sikhs in Punjab, bei ihren Ahnen dem Wasser zu übergeben.
Nach einer anfänglichen Meinungsverschiedenheit beschließt Veer, Zaara zu helfen und sie dahin zu begleiten. Als Gegenleistung bietet Zaara an, ihm einen Wunsch zu erfüllen und Veer bittet sie um einen Tag ihres Lebens. Er möchte mit ihr das Lodifest verbringen, ihr seine Familie vorstellen und ihr das Dorf zeigen. Während des gemeinsamen Tages bei seinen Zieheltern gewinnt Zaara die Zuneigung der beiden und Veers Liebe. Sie verändert das Dorf, indem sie den Grundstein für die von ihr eingebrachte Anregung, eine Mädchenschule, legt.
Als Veer sie am nächsten Tag zum Bahnhof begleitet und ihr seine Gefühle offenbaren will, treffen beide auf Zaaras Verlobten Razaa. Während eines kurzen Augenblicks des Alleinseins gesteht Veer Zaara doch noch seine Liebe und es wird ein trauriger Abschied. Wieder in Pakistan zurück, kann Zaara Veer nicht vergessen. Sie sieht ihn überall und gesteht sich ein, dass auch sie ihn liebt.
Kurz vor der Verlobungszeremonie wird Veer von Zaaras Freundin Shaboo telefonisch gebeten, nach Pakistan zu kommen und Zaara mit nach Indien zu nehmen. Da Veer jedoch ein indischer Militärangehöriger ist, muss er zunächst seinen Dienst quittieren, um in Pakistan einreisen zu dürfen. Als Zaara ihn in der Moschee erblickt, geht sie auf ihn zu und die beiden umarmen sich innig. Noch am selben Abend wird Veer von Zaaras Mutter aufgesucht, die ihn bittet, Zaara dem Wunsch ihres Vaters gemäß, Razaa heiraten zu lassen, um das Leben ihres Mannes zu retten. Dieser hat nach dem Vorfall in der Moschee einen Herzanfall erlitten und befindet sich im Schockzustand. Veer willigt ein und versichert, dass Zaara nach einem Gespräch dem Wunsch ihrer Eltern entsprechen wird.
Veer und Zaara treffen sich am nächsten Tag und besprechen, wie sie ihre Zukunft handhaben und mit ihrer Liebe umgehen werden. Nach einer letzten Umarmung trennen sich die beiden.
Als Veer am Tag danach in den Bus, der ihn zurück nach Indien bringen soll, steigen will, wird er von der Polizei verhaftet. Als man zusätzlich zu seinem eigenen einen gefälschten Pass bei seinen persönlichen Sachen findet, wird er der Spionage beschuldigt. Schnell stellt sich heraus, dass hinter der Intrige Zaaras Verlobter steckt, der die Demütigung, dass Zaara einen anderen Mann liebt, nicht ertragen kann und Vergeltung fordert.
Razaa überlässt Veer die Entscheidung über Zaaras Schicksal – das Himmel oder Hölle bedeuten wird. Wenn Veer Pratap Singh den Rest seines Lebens schweigend als Spion hinter Gittern verbringt, bedeutet das für Zaara das Paradies auf Erden. Würde er Zaara mit seinem Aufenthalt in Pakistan in Verbindung bringen, um sich von dem Vorwurf der Spionage befreien und nach Indien zurückkehren zu können, käme Zaaras Leben einer Hölle gleich. Veer und Zaara stimmen gleichzeitig zu: Zaara zur Hochzeit mit Razaa und Veer zum lebenslänglichen Gefängnisaufenthalt (durch die Unterschrift auf einem Dokument, in dem Veer zugibt, dass er Rajesh Rathore heißt und ein Spion ist).
Der Bus, der Veer nach Indien bringen sollte, verunglückt unterwegs ohne Überlebende. Für seine Eltern in Indien ist Veer, der auf der Passagierliste stand, tot. In Pakistan hat es Veer Pratap Singh nie gegeben.
22 Jahre später betritt die Rechtsanwältin Saamiya Siddiqui im Auftrag einer Menschenrechtskommission die Zelle des indischen Gefangenen Nr. 786 in Lahore und unterrichtet ihn darüber, dass einige Verfahren einsitzender Gefangener neu verhandelt werden und dass auch sein Fall darunter ist. Sie erzählt ihm auch, dass sie sehr hart gearbeitet hat und er nun ihr erster Fall ist und man nach vorliegender Sachlage mit an Sicherheit grenzender Wahrscheinlichkeit davon ausgeht, dass sie scheitern wird und somit der Weg in die Männerdomäne Juristik für alle Frauen für immer verschlossen bleiben wird. Damit wäre das Lebenswerk ihres verstorbenen Vaters, der sich für die Gleichstellung der Frau eingesetzt hat, für immer zerstört. So bittet sie ihn um seine Hilfe. Zunächst bleibt Veer auch ihr gegenüber stumm, doch als Saamiya ihn mit seinem vollen Namen – Veer Pratap Singh – anspricht, bricht er erstmals nach 22 Jahren sein Schweigen und erzählt ihr seine Geschichte.
Saamiya ist gerührt und erkennt die damals gemachten Fehler, sowie auch ihre Chance für Veer, Gerechtigkeit zu erstreiten. Sie verspricht, nicht eher Blumen auf das Grab ihres Vaters zu legen, bis Veer Pratap Singh seinen Namen, seine Identität und seine Freiheit zurückerlangt hat. In der Verhandlung trifft Saamiya auf ihren alten Lehrmeister und in diesem Fall die Anklage vertretenden Staatsanwalt Zakir Ahmed, ein sehr erfahrener und vor Gericht stets unbesiegter Jurist. Einst trennten sich ihre Wege wegen der Unvereinbarkeit ihrer unterschiedlichen Auffassungen von Wahrheit, Recht und Gerechtigkeit.
Bereits nach dem ersten Verhandlungstag ist die Lage für das Gericht durch das unterschriebene Geständnis eindeutig. Eine Vorladung Zaaras lehnt Veer strikt ab. Er ist nicht in der Lage, Zaaras Ehre, die er 22 Jahre lang durch sein Schweigen behütet hat, nun mit Füßen zu treten und dann nach Indien zurückzukehren. Saamiyas einzige Möglichkeit ist eine Reise nach Indien, um die erforderlichen Beweise für die wahre Identität Veers zu erbringen.
Zunächst erscheint auch das ausweglos, da Veers Eltern inzwischen verstorben sind. In seinem Elternhaus trifft Saamiya jedoch auf Zaara und Shaboo. Sie erzählt ihnen von Veers Schicksal und erfährt, wie Zaaras Leben während dieser Zeit verlaufen ist. Zaara hatte, unterstützt von ihrem Vater, die Hochzeit mit Razaa annullieren lassen, als sie von Veers Tod erfuhr. Sie ging nach Indien in Veers Elternhaus und half dessen Zieheltern, Veers Traum, der auch der Traum seines Vaters war, zu verwirklichen. Obwohl die beiden verstorben sind, hat sie, die Pakistanerin, sich entschieden, den Rest ihres Lebens in Indien zu verbringen.
Saamiya und Zaara reisen nach Pakistan und Zaara legt dem Gericht die nötigen Unterlagen zu Veers Entlastung vor. Das Gericht entlässt Geschwaderführer Veer Pratap Singh mit allen Ehren in die Freiheit und bittet im Namen des Staates Pakistan für die verlorenen 22 Jahre um Vergebung. Veers vorgetragene Zeilen über seine Zeit in Pakistan unterstreichen die Gemeinsamkeiten seines Heimatlandes mit dem Land, in dem er 22 Jahre seines Lebens verbracht hat.
Zakir Ahmed tritt als Staatsanwalt zurück. Er erkennt, dass die Zukunft dieser beiden zerstrittenen Länder in den Händen von jungen, unbelasteten Menschen liegt, denen die Wahrheit und Gerechtigkeit über alles geht, und die nicht stets die Kriege von 1947–1965 und 1999 in jedes Vorwort mit einfließen lassen.
Saamiya hat das Lebenswerk ihres Vaters vollendet. Sie begleitet Veer und Zaara bis zur Grenze (Wagah Border bei Atari) und die beiden kehren nach Indien zurück. Veer und Zaara, deren Namen nie zusammen erwähnt werden durften, sind nun für immer vereint.

## Synchronisation
Die deutsche Synchronisation entstand nach dem Dialogbuch unter der Dialogregie von Dagmar Preuss im Auftrag der Bavaria Film Synchron München.
| Rolle                 | Darsteller       | Synchronsprecher  |
| --------------------- | ---------------- | ----------------- |
| Veer Pratap Singh     | Shah Rukh Khan   | Pascal Breuer     |
| Zaara Hayat Khan      | Preity Zinta     | Katrin Fröhlich   |
| Saamiya Siddiqui      | Rani Mukerji     | Tanja Geke        |
| Chaudhary Sumer Singh | Amitabh Bachchan | Joachim Höppner   |
| Mati                  | Hema Malini      | Karin Buchholz    |
| Jahangir Khan         | Boman Irani      | Gudo Hoegel       |
| Shabbo                | Divya Dutta      | Claudia Lössl     |
| Razaa Shirazi         | Manoj Bajpai     | Marcus Off        |
| Zakir Ahemd           | Anupam Kher      | Reinhard Glemnitz |
| Bebe                  | Zohra Sehgal     | Ursula Traun      |

## Soundtrack
Der Soundtrack zum Film erschien am 12. August 2004 bei dem Label „Yash Raj Music“. Alle Songs des Films basieren auf den bis dahin unveröffentlichten Kompositionen des 1975 verstorbenen Musikers Madan Mohan. Für den Film wurden die Lieder von seinem Sohn Sanjeev Kohli überarbeitet. Die Liedtexte stammen von Javed Akhtar, der bei den 50. Filmfare Awards drei Nominierungen in der Kategorie „Best Lyrics“ erhielt. Insgesamt erhielt der Soundtrack sieben Filmfare Nominierungen, jedoch erhielt nur der Song „Tere Liye“ eine Auszeichnung für den besten Liedtext. Mit über 3 Millionen verkauften Einheiten ist die Musik-CD zu „Veer-Zaara“ der meistverkaufte Bollywood-Soundtrack des Jahres 2004.

### Tracklist
| Song                       | Länge | Sänger                                                       |
| -------------------------- | ----- | ------------------------------------------------------------ |
| Tere Liye                  | 05:34 | Lata Mangeshkar & Roop Kumar Rathod                          |
| Main Yahaan Hoon           | 04:57 | Udit Narayan                                                 |
| Aisa Des Hai Mera          | 07:10 | Lata Mangeshkar, Udit Narayan, Gurdas Mann & Pritha Mazumder |
| Yeh Hum Aa Gaye Hain Kahan | 05:45 | Lata Mangeshkar & Udit Narayan                               |
| Do Pal                     | 04:27 | Lata Mangeshkar & Sonu Nigam                                 |
| Kyun Hawa                  | 06:14 | Lata Mangeshkar & Sonu Nigam                                 |
| Hum To Bhai Jaise          | 04:19 | Lata Mangeshkar                                              |
| Aaya Tere Dar Par          | 07:53 | Ahmed Hussain & Mohammad Hussain                             |
| Lodi                       | 06:55 | Lata Mangeshkar, Udit Narayan & Gurdas Mann                  |
| Tum Paas Aa Raahein Ho     | 05:12 | Lata Mangeshkar & Jagjit Singh                               |
| Jaane Kyun                 | 05:16 | Lata Mangeshkar                                              |

## Hintergrund
- Nach mehrjähriger Regiepause drehte Yash Chopra eine Liebesgeschichte, die in ihren Elementen der Trennung von Veer und Zaara durchaus auch die Trennung von Indien und Pakistan erzählt. Farbgewaltige Bilder und ein Soundtrack aus unveröffentlichten Werken des 1975 verstorbenen Madan Mohan ließen den Film zu einem Blockbuster in Indien und Übersee werden.
- Regisseur und Produzent Yash Chopra ist einer der bekanntesten und erfolgreichsten seines Landes. Sein Ruhm reicht auch über die Grenzen Indiens hinaus. Mit über 70 Jahren hat Chopra mehrere Jahrzehnte indische Filmgeschichte geschrieben. Sein Wissen hat er an seinen Sohn Aditya weitergegeben, der bereits ebenfalls erfolgreich ist. Von ihm sind auch das Drehbuch und die Dialoge zu „Veer & Zaara“ – beides ausgezeichnet.
- Für den Film arbeiteten die bekanntesten und erfolgreichsten Schauspielern des Landes, Amitabh Bachchan, Shah Rukh Khan, Rani Mukherji und Preity Zinta zusammen.
- Die gesamte Crew hat mit „Veer & Zaara“ einen Film geschaffen, der drei Problempunkte behandelt, ohne sie direkt anzusprechen: die Beziehung zwischen Indien und Pakistan, die Rolle der Frau in der Gesellschaft und die Frage einer Beziehung zwischen zwei Menschen unterschiedlicher Religion.
- Der Film sollte eigentlich den Titel Yeh Kahaan Aa Gaye Hum aus dem Film Silsila 1981 bekommen. Aber Yash Chopra fand, dass der Titel Veer und Zaara besser zur Stimmung des Films passt.
- Für die Rolle Saamiya Siddiqui war zuerst Aishwarya Rai geplant.
- Karan Johar entwarf alle Kostüme von Shahrukh Khan.

## Auszeichnungen
Veer und Zaara – Die Legende einer Liebe wurde während der 50. Filmfare Awards für insgesamt 15 Preise nominiert, gewann aber schließlich nur vier:
- Bester Film: Yash Chopra
- Bester Liedtext: Javed Akhtar
- Beste Story: Aditya Chopra
- Bester Dialog: Aditya Chopra

Star Screen Awards
- Bester Film
- Bester Hauptdarsteller (Shahrukh Khan)
- Beste Hauptdarstellerin (Preity Zinta)
- Beste Story
- Beste Dialoge

IIFA Awards
- Bester Film
- Beste Regie (Yash Chopra)
- Beste Story (Aditya Chopra)
- Bester Hauptdarsteller (Shahrukh Khan)
- Beste Nebendarstellerin (Rani Mukherji)
- Beste Musik (Madan Mohan)
- Bestes Make-up (Anil Pimpriker)